# Villardejusto
Villardejusto (en eonaviego, Villardexusto) es una casería perteneciente a la parroquia de Lago, en el concejo de Allande, comarca del Narcea, Principado de Asturias, España.